# Lost and Forgotten
Lost and Forgotten – utwór rosyjskiego zespołu Piotra Nalicza & Friends, napisany przez samego artystę, nagrany i wydany w formie singla w 2010 roku oraz umieszczony na trzeciej płycie studyjnej zespołu zatytułowanej Overseas z 2011 roku.
W 2010 roku utwór reprezentował Rosję podczas 55. Konkursu Piosenki Eurowizji organizowanego w Helsinkach, wygrywając 7 marca finał krajowych eliminacji po zdobyciu łącznie 20,9% poparcia telewidzów i jurorów. 25 maja numer został zaprezentowany przez muzyków zespołu podczas pierwszego koncertu finałowego widowiska jako drugi w kolejności i z siódmego miejsca awansował do sobotniego finału. Został w nim zaprezentowany z 20. numerem startowym i zajął ostatecznie jedenaste miejsce, zdobywając łącznie 90 punktów, w tym m.in. maksymalną notę 12 punktów od Białorusi.